# Luís José, Duque de Guise
Luís José de Lorena, Duque de Guise (em francês:  Louis Joseph de Lorraine, Duc de Guise; 7 de Agosto de 1650 – 30 de julho de 1671) foi o filho único de Luís, Duque de Joyeuse e de Maria Francisca de Valois, filha única de Luís Emanuel de Angoulême, Conde de Alès, Governador da Provença e filho de Carlos de Valois, Duque de Angoulême, um bastardo do rei Carlos IX de França.

## Biografia
Luís José nasceu no Hôtel de Guise, o atual Hôtel de Soubise.
A sua mãe fora confinada na abadia de Essay por "imbecilidade" (n altura as doenças mentais eram assim designadas), e Luís José foi criado pela sua tia paterna e guardiã legal, Maria de Lorena, conhecida por Mademoiselle de Guise. Após a morte do seu tio Henrique II, Duque de Guise, Luís José sucedeu-lhe como chefe da Casa de Guise. De imediato, Mademoiselle de Guise ordenou renovações à imponente residência familiar, na altura o "Hôtel de Guise." 
Em Outubro de 1663, o jovem duque, coadjuvado pela tia, recebeu, com grande pompa, o ducado de Joinville. Ele recebeu uma educação excelente, sob a orientação de Philippe Goibaut, um protegido de Mademoiselle de Guise, e as suas aptidões como cavaleiro foram apuradas por François Roger de Gaignières, o seu escudeiro.

### Casamento e descendência
A 15 de junho de 1667, o jovem duque casou com Isabel Margarida de Orleães, duquesa de Alençon, filha mais nova de Gastão, Duque de Orleães, em Saint-Germain-en-Laye. Dado que ela era "neta de França" (em francês:  petite-fille de France), o casamento foi considerado um "golpe" para a Casa de Guise, atendendo que o noivo era um mero Prince étranger . O duque de Saint -Simon, notou que "ela exigia receber as honras que lhe eram devidas pelo seu estatuto, mesmo que fosse à custa da dignidade de seu marido na côrte de Luís XIV, dado ele só ter direito a um banco articulado."
Mademoiselle de Guise educou o sobrinho para receber nobres e embaixadores Italianos de visita a Paris, e sem dúvida que isso deu um brilho adicional á pequena corte do jovem casal que Mademoiselle de Guise organizava e o compositor Marc-Antoine Charpentier foi convidado para se mudar para um apartamento no Hôtel de Guise e compor peças para a capela do jovem casal.
Deste casamento nasceu um filho:
- Francisco José (François Joseph) (1670–1675).

### Morte
O jovem duque estava a conseguir entrar nas boas graças do rei Luís XIV e foi-lhe dado a honra de estar ao lado do rei em diversas revistas militares. Subitamente, aconteceu o imprevisto: ao regressar de uma visita à corte do rei Carlos II de Inglaterra, ficou doente com varíola em 18 de julho de 1671, e morreu doze dias mais tarde. 
A música da sua cerimónia fúnebre foi composta por Marc-Antoine Charpentier, sendo o seu corpo levado para Joinville para ser sepultado próximo dos seus antepassados, e o seu coração foi depositado na abadia de Montmartre.